# パリ万国博覧会 (1937年)

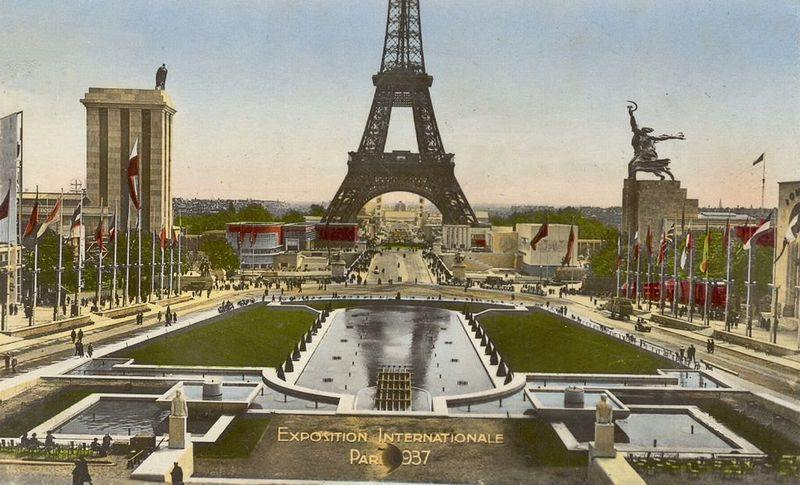
会場風景。右がソ連館（ボリス・イオファン設計）、左がドイツ館（アルベルト・シュペーア設計）

1937年のパリ万国博覧会（せんきゅうひゃくさんじゅうななねんのパリばんこくはくらんかい、Exposition internationale des Arts et Techniques dans la vie moderne, Expo 1937）は、1937年5月25日から11月25日までフランスのパリで開催された国際博覧会（第2種一般博）である。

## 第二次大戦前最後の博覧会
フランスやドイツ、イタリア、ソビエト連邦、スペイン、日本、アメリカなど世界各国から44ヶ国が参加し、185日間の会期中3104万人が入場した。パリで開催された国際博覧会では7回目となる。閉会から2年も経たずに勃発した第二次世界大戦前の不穏な世界状況を反映した万国博覧会だと評価されている。
当時、第一次世界大戦の敗北から急速に立ち直ったナチス率いるドイツと、共産主義国として諸外国に対して国力を見せつけようとしたソビエト連邦がヨーロッパにおける覇権を争っており、国際的な緊張が高まる中での開催であった。ドイツとソヴィエト連邦のパビリオンが向かい合って建てられていたことは象徴的である（写真参照）。また、当時はスペイン内戦のさなかであり、スペイン第二共和政政府によるスペイン館には、ピカソの『ゲルニカ』が出展された。
（参考）直前の国際状況
1935年
3月  ドイツの再軍備宣言
7月～8月  コミンテルン第7回大会。反ファシズム人民戦線の提唱
1936年
3月  ドイツがロカルノ条約を破棄し非武装地帯のラインラントに進駐
6月  フランス人民戦線内閣の成立
7月  スペイン内戦開始

## 混乱
当時経済不安と内政の混乱にあったホスト国のフランス館の建設が、労働者のストライキなどの影響を受けて大幅に遅れ、完成したのが開会後となるなど、波乱が多い博覧会でもあった。

## 展示内容など

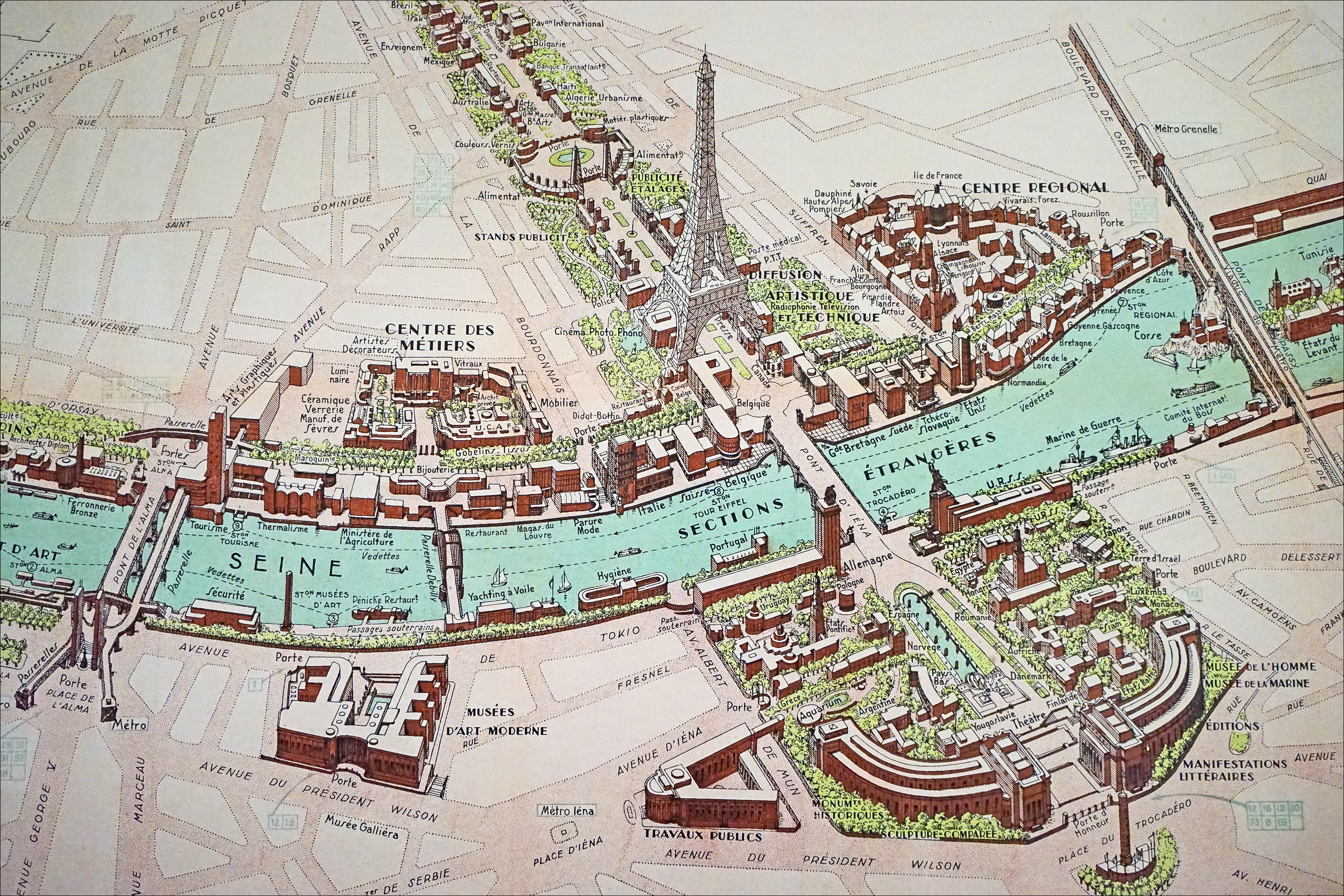
会場鳥瞰図

テーマは「近代生活における芸術と技術」(Arts et Techniques dans la Vie Moderne) 。
1878年パリ万国博覧会の際に建てられたシャイヨー宮が大改装されこの展覧会のためのパビリオンとなり、またセーヌ河岸には美術展示場としてパレ・ド・トーキョーが建設された。
生活に密着したテクノロジーの一つとしてラジオに焦点が当てられ、放送の仕組みの展示や、放送スタジオを備えたラジオ・パビリオンが建設された。また、テレビの実験も行われた。
1937年6月14日から閉会後の12月11日まで、音と水と光による芸術イベント「光の祭典」が開催された。各種パビリオンはライトアップされ、噴水や花火が会場を彩った。また、花火のBGMが、メシアン、オネゲル、ミヨー、イベール、フローラン・シュミット、ケックランなど、当時フランスで活躍していた18人の作曲家に委嘱された。この音楽ではシンセサイザーの先祖ともいえる電子楽器オンド・マルトノが活躍した。メシアンが作曲したオンド・マルトノ6重奏曲『美しい水の祭典』はこのイベントのための音楽である。　
日本からは、中島広吉が出展したゴールドグラス「唐草模様大鉢」が、ガラス工芸の分野では日本で初めて金賞を受賞した。

### 日本の出品物審査の結果
| 品目           | 都道府県 | 受賞者                         |
| -------------- | -------- | ------------------------------ |
| 画帳           | 東京     | 数見定一                       |
| 壁紙           | 京都     | 株式会社西河商店               |
| 陶磁器印刷機   | 東京     | 株式会社関機械製作所・箱木一郎 |
| 光弾性装置其他 | 東京     | 財団法人理化学研究所           |
| 電気蓄音器其他 | 東京     | 株式会社服部時計店             |
| 絹緞通         | 東京     | 鐘淵紡績株式会社               |
| 日本館         | 東京     | 巴里万国博覧会協会             |
| 盆栽           | 東京     | 東京盆栽組合                   |

| 品目                 | 都道府県 | 受賞者               |
| -------------------- | -------- | -------------------- |
| オリザニン           | 東京     | 三共株式会社         |
| 写真電送装置         | 東京     | 日本電気株式会社     |
| アルミニューム冶金法 | 兵庫     | 飾磨化学工業株式会社 |
| 電気蓄音機           | 東京     | 坂本製作所           |

| 品目             | 都道府県 | 受賞者              |
| ---------------- | -------- | ------------------- |
| 立体写真線撮影機 | 東京     | 盛岡 勇夫           |
| スンプ顕微鏡法   | 京都     | 郡是製糸株式会社    |
| 流動ネオンサイン | 東京     | 植村研究所          |
| ルームクーラー   | 東京     | 株式会社 日立製作所 |
| 加速度計         | 東京     | 株式会社明石製作所  |

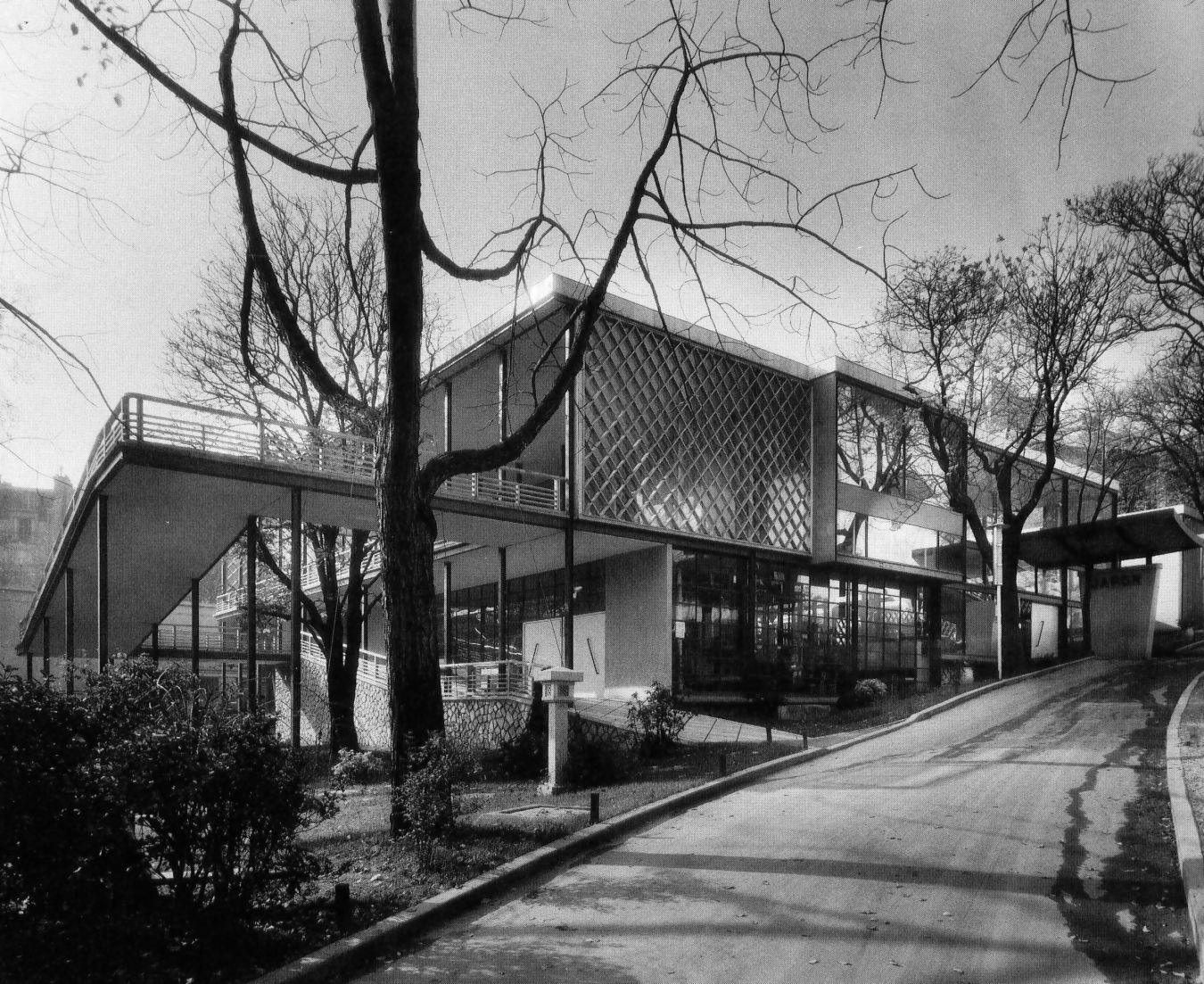
大賞を獲得した坂倉準三設計の日本館

以上　出典は「1937年巴里万国博覧会　政府参同事務報告」商工省商務局　昭和13年3月30日発行　